# Félix Malloum
Félix Malloum (Sarh, 10 settembre 1932 – Parigi, 12 giugno 2009) è stato un politico e generale ciadiano.
È stato Presidente del Ciad dall'aprile 1975 al marzo 1979.

## Biografia
Proveniente dal Ciad meridionale, è stato ufficiale dell'esercito ciadiano e membro del Partito Progressista Ciadiano. In seguito divenne Capo di Stato Maggiore con il grado di colonnello. È stato arrestato dal Presidente François Tombalbaye, ma ritornò in libertà nell'aprile 1975 dopo un colpo di Stato che lo portò al potere. Restò in carica sia come capo di Stato che come Primo ministro fino all'agosto 1978, quando Hissène Habré fu scelto come Primo ministro per favorire l'integrazione degli armati ribelli del Ciad settentrionale. Tuttavia, non ebbe successo in questo tentativo e Malloum si dimise nel marzo 1979.
In seguito lasciò la politica e si stabilì in Nigeria. Tornò in patria nel maggio 2002, dopo 23 anni di esilio.
Morì a causa di un arresto cardiaco a Parigi nel 2009.